# Seothyra semicoccinea
Seothyra semicoccinea is een spinnensoort uit de familie van de fluweelspinnen (Eresidae).
De wetenschappelijke naam van de soort werd in 1906 gepubliceerd door Eugène Simon.